# Halowe Mistrzostwa Świata w Lekkoatletyce 2010 – sztafeta 4 × 400 m mężczyzn
Sztafeta 4 x 400 metrów mężczyzn – jedna z konkurencji rozgrywanych podczas 13. Halowych Mistrzostw Świata w hali Aspire Dome w Dosze.
Eliminacje odbyły się 13 marca, a finał 14 marca.

## Terminarz
| Data          | Godzina | Runda      |
| ------------- | ------- | ---------- |
| 13 marca 2010 | 10:00   | Eliminacje |
| 14 marca 2010 | 18:50   | Finał      |

## Rezultaty
| CR – rekord mistrzostw \| NR – rekord kraju           |
| PB – rekord życiowy \| SB – najlepszy wynik w sezonie |

### Eliminacje
Awans do finału uzyskiwały po 2 najlepsze sztafety z każdego biegu (Q) oraz 2 z najlepszymi czasami spośród tych z dalszych miejsc (q).
| Pozycja | Bieg | Reprezentacja     | Zawodnicy                                                              | Czas    | Uwagi |
| ------- | ---- | ----------------- | ---------------------------------------------------------------------- | ------- | ----- |
| 1.      | 1    | Stany Zjednoczone | Greg Nixon, LeJerald Betters, Tavaris Tate, Kerron Clement             | 3:05.78 | Q, SB |
| 2.      | 1    | Jamajka           | Edino Steele, Sanjay Ayre, Lancford Davis, Ricardo Chambers            | 3:06.03 | Q, SB |
| 3.      | 1    | Dominikana        | Arismendy Peguero, Alvin Harrison, Félix Sánchez, Yoel Tapia           | 3:06.30 | q, NR |
| 1.      | 2    | Belgia            | Jonathan Borlée, Antoine Gillet, Nils Duerinck, Kevin Borlée           | 3:08.84 | Q, PB |
| 4.      | 1    | Wielka Brytania   | Conrad Williams, Nigel Levine, Luke Lennon-Ford, Christopher Clarke    | 3:09.59 | q, SB |
| 2.      | 2    | Bahamy            | Michael Mathieu, La'Sean Pickstock, Juan Lewis, Andretti Bain          | 3:09.68 | Q, SB |
| 5.      | 1    | Czechy            | Jiří Vojtík, Josef Prorok, Pavel Jirán, Theodor Jareš                  | 3:09.76 | SB    |
| 3.      | 2    | Rosja             | Maksim Dyłdin, Walentin Kruglakow, Vladimir Antmanis, Dmitry Buryak    | 3:09.86 | SB    |
| 4.      | 2    | Polska            | Piotr Klimczak, Marcin Sobiech, Marcin Marciniszyn, Kamil Budziejewski | 3:09.86 | SB    |
| 5.      | 2    | Francja           | Richard Maunier, Yannick Fonsat, Hugo Grillas, Nicolas Fillon          | 3:11.40 | SB    |
| 6.      | 1    | Irlandia          | Nick Hogan, Brian Gregan, Brian Murphy, Billy Ryan                     | 3:13.00 | SB    |
| –       | 2    | Botswana          | Pako Seribe, Isaac Makwala, Thapelo Ketlogetswe, Sakaria Kamberuka     | DQ      |       |

W drugim biegu eliminacyjnym drugie miejsce zajęła sztafeta Botswany, z czasem 3:09,60 – halowym rekordem Afryki. Została ona jednak zdyskwalifikowana za przekroczenie strefy zmian.

### Finał
| Pozycja | Reprezentacja     | Zawodnicy                                                            | Czas    | Uwagi |
| ------- | ----------------- | -------------------------------------------------------------------- | ------- | ----- |
|         | Stany Zjednoczone | Jamaal Torrance, Greg Nixon, Tavaris Tate, Bershawn Jackson          | 3:03.40 | WL    |
|         | Belgia            | Cédric Van Branteghem, Kévin Borlée, Antoine Gillet, Jonathan Borlée | 3:06.94 | NR    |
|         | Wielka Brytania   | Conrad Williams, Nigel Levine, Christopher Clarke, Richard Buck      | 3:07.52 | SB    |
| –       | Dominikana        | Arismendy Peguero, Alvin Harrison, Felix Sánchez, Yoel Tapia         | DQ      |       |
| –       | Bahamy            | Michael Mathieu, Andretti Bain, La'Sean Pickstock, Chris Brown       | DNF     |       |
| –       | Jamajka           | Edino Steele, Sanjay Ayre, Lancford Davis, Ricardo Chambers          | DNF     |       |